# Cipangocharax placeonovitas
Cipangocharax placeonovitas là một loài ốc nhiệt đới cỡ nhỏ đất liền với một nắp, là động vật chân bụng sống trên cạn mollusks thuộc họ Cyclophoridae.
Nó là loài đặc hữu của the limestone region of Kochi-ken, Nhật Bản.